# Wojtek w Czechosłowacji
Wojtek w Czechosłowacji – drugi album grupy Wojtek Mazolewski Quintet, wydany w 2011. Płyta powstała we współpracy z kolektywem didżejskim Niewinni Czarodzieje, czyli Enveem i Maceo. Komentarz Mazolewskiego o powstaniu albumu:

We wrześniu, tuż przed wylotem na trasę koncertową do Japonii, weszliśmy do studia z Enveem i Maceo Wyro w Warszawie i dokonaliśmy  ostatecznych nagrań. Od dawna planowałem kooperację z Niewinnymi Czarodziejami i bardzo się cieszę, że w końcu udało nam się spotkać w studio. Tym razem sesja zajęła trzy godziny, w trakcie których zostało zarejestrowanych 11 utworów. Nagraliśmy wszystko za pierwszym podejściem, w jednym pokoju, patrząc sobie głęboko w oczy.

Album zawiera cover utworu "Chase the Devil" autorstwa Maxa Romeo.

## Lista utworów
| 1.  | "Wojtek w Czechosłowacji"   | 3:20  |
|     |                             |       |
| 2.  | "Newcomer (reggae)"         | 3:52  |
|     |                             |       |
| 3.  | "Afrobit"                   | 2:20  |
|     |                             |       |
| 4.  | "Freedom Warriors"          | 1:31  |
|     |                             |       |
| 5.  | "Planeta guzików"           | 5:04  |
|     |                             |       |
| 6.  | "Pola Kola Kula"            | 4:16  |
|     |                             |       |
| 7.  | "Czy jest coś do jedzenia?" | 4:25  |
|     |                             |       |
| 8.  | "Skit (by Maceo Wyro)"      | 1:09  |
|     |                             |       |
| 9.  | "Chase the Devil"           | 3:58  |
|     |                             |       |
| 10. | "Planeta guzików (reggae)"  | 3:53  |
|     |                             |       |
| 11. | "Nionio"                    | 4:00  |
|     |                             |       |
|     |                             | 37:48 |
|     |                             |       |

## Muzycy
- Oskar Török – trąbka
- Marek Pospieszalski – saksofon
- Joanna Duda – fortepian
- Michał Bryndal – perkusja
- Wojtek Mazolewski – kontrabas
- Envee & Maceo – bity